# مخطط كتلة الوظيفة

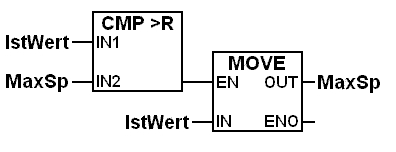
مخطط كتلة وظيفة بسيطة

مخطط كتلة الوظيفة ( FBD ) هو لغة رسومية لتصميم وحدة التحكم المنطقية القابلة للبرمجة ،  التي يمكنها وصف الوظيفة بين متغيرات الإدخال ومتغيرات الإخراج. توصف الوظيفة بأنها مجموعة من الكتل الأولية. ترتبط متغيرات الإدخال والإخراج بالكتل عن طريق خطوط الاتصال.
مداخل ومخرجات الكتل سلكية مع خطوط أو روابط توصيل. يمكن استخدام الأسطر الفردية لربط نقطتين منطقيتين في الرسم التخطيطي:
- متغير إدخال ومدخل كتلة
- ناتج كتلة ومدخل كتلة أخرى
- ناتج كتلة ومتغير إخراج

الاتصال موجه ، بمعنى أن الخط يحمل البيانات المرتبطة من الطرف الأيسر إلى الطرف الأيمن. يجب أن يكون الطرفان الأيسر والأيمن لخط الاتصال من نفس النوع.
يمكن استخدام الاتصال الصحيح المتعدد ، والذي يُطلق عليه أيضًا الاختلاف ، لبث المعلومات من نهايته اليسرى إلى كل طرف من نهاياته اليمنى. يجب أن تكون جميع أطراف الاتصال من نفس النوع.
في العادة يستخدم هذا النوع من البرمجيات من اجل برمجة خطوط الانتاج
مخطط كتلة الوظيفة هو واحد من خمس لغات لتكوين المنطق أو التحكم  مدعومًا بواسطة المعيار IEC 61131-3 لنظام التحكم مثل وحدة التحكم المنطقية القابلة للبرمجة (PLC) أو نظام التحكم الموزع (DCS). اللغات الأخرى المدعومة هي منطق السلم ومخطط الوظائف المتسلسل والنص المنظم وقائمة التعليمات .
ومن اهم الشركات التي تستخدم هذا النوع من البرمجيات:
- Siemens
- Allen
- Bradley
- ABB
- Omron
- Delta
- Mitsubishi

## أنظر أيضا
- سكادا